# Schlacht von Măcin
Die Schlacht von Măcin ereignete sich am 28. Junijul. / 9. Juli 1791greg. im Zuge des Russisch-Österreichischen-Türkenkrieges (1787–1792). Die Schlacht endete mit einem russischen Sieg und hatte den Waffenstillstand von Galatz zur Folge.

## Vorgeschichte
Der Russisch-Österreichische-Türkenkrieg wurde 1783 durch die Annexion der Krim, welche im osmanischen Einflussgebiet lag verursacht. Nach dieser und weiteren Provokationen der russischen Zarin Katharina II., erklärte das Osmanische Reich 1787, Russland, welches mit Österreich verbündet war den Krieg. Das Osmanische Reich wurde unter anderem von Preußen und Frankreich sowohl politisch als auch militärisch unterstützt.
Die Schlacht von Măcin ereignete sich in der letzten Phase des Krieges, in welcher Russland nun alleine gegen das Osmanische Reich kämpfte.

## Schlachtverlauf
Die türkische, etwa 80.000 Mann starke, Armee war in einem Lager vor der Einmündung eines Donauarms in den Hauptstrom, etwa 15 km östlich von Brăila und 20 km südwestlich von Galatz, zwischen Babadag und Măcin konzentriert.  Das Heer wurde vom osmanischen Groß-Wesir Koca Yusuf Pascha geleitet. Die russische Südarmee (3 Divisionen mit etwa 30.000 Mann und 78 Kanonen) unter dem Oberbefehlshaber Nikolai Wassiljewitsch Repnin beschloss den Gegner zu umgehen, um die osmanische Hauptarmee zu überraschen. Dazu begannen die russischen Truppen am 12. Junijul. / 23. Juni 1791greg. die Donau bei Galatz zu überqueren. 
Den Russen gelang es aufgrund ihrer Kommunikation und Koordinierung, sich erfolgreich in einem Engpass zwischen dem Hügelland der Dobrudscha und einem Arm der Donau direkt vor den Osmanen zu positionieren. Die Aufgabe des rechten Flügel unter Prinz S. F. Golitzyn bestand darin, vor der osmanischen Front Stellung zu beziehen. Der linke Flügel unter M. I. Kutusow hatte die Aufgabe die rechte Flanke der türkischen Armee zu umgehen und den Hauptangriff zu führen. Das im Zentrum stehende Korps des Fürsten G. S. Wolkonski hatte die Verbindung dazwischen zu halten und gleichzeitig die Flanke Kutusows zu sichern. 
Schließlich befahl Kocak Yusuf Pascha den Frontalangriff auf die russischen Stellungen. Die Wahl eines Engpasses zur Verteidigung erlaubte es den russischen Truppen jedoch, den zahlenmäßig überlegenen Osmanen lange genug standzuhalten, damit Kutusow, der Oberbefehlshaber des linken Flügels, wie geplant, die Donau in einer Furt überqueren und den Osmanen in den Rücken fallen konnte. Daraufhin flohen die Osmanen. 

## Folgen
Die Russen hatten nach eigenen Angaben, die die Leistung der russischen Armee glorifizieren sollten, nur 400 Mann verloren. Die Osmanen verloren hingegen ca. 4000 Mann. Unabhängige Daten existieren nicht.
Dieses Gefecht und weitere Niederlagen der Osmanen im gleichen Jahr zwangen diese dazu, den Waffenstillstand von Galatz und später den Frieden von Swischtow zu unterzeichnen.